# Liste der Universitäten in Nevada
Dies ist eine Liste von Universitäten und Colleges im US-Bundesstaat Nevada:

## Staatliche Hochschulen
- Nevada State College
- University of Nevada, Las Vegas
- University of Nevada, Reno

## Private Hochschulen
- Sierra Nevada College
- The Art Institute of Las Vegas
- Touro University Nevada
- University of Southern Nevada